# Eumenes subpomiformis
Eumenes subpomiformis är en stekelart som beskrevs av Blüthgen 1938. Eumenes subpomiformis ingår i släktet krukmakargetingar, och familjen Eumenidae. Utöver nominatformen finns också underarten E. s. crassipunctatus.